# Battle pass
Dans l'univers du jeu vidéo, un battle pass ou passe de combat est un type de monétisation qui fournit du contenu supplémentaire au sein d’un jeu, généralement par un système de progression à plusieurs niveaux, récompensant le joueur par des éléments du jeu pour avoir joué et relevé des défis spécifiques. Inspiré du système de billetterie du season pass (ou passe de saison) et mis en place dans Dota 2 en 2013, le modèle de battle pass a été davantage utilisé comme alternative aux frais d'abonnement et aux loot box à partir de la fin des années 2010. Les battle pass ont tendance à offrir du contenu gratuit, disponible pour tous les utilisateurs du jeu, et un contenu dit « premium » qui nécessite des frais supplémentaires en échange d'articles et de cosmétiques améliorés.

## Concept
Dans un jeu vidéo, un battle pass peut être offert gratuitement à un joueur, ou peut l'obliger à l'acheter par le biais de microtransactions. Une fois obtenu, le battle pass présente au joueur un certain nombre de niveaux de récompense ; en gagnant suffisamment d'expérience pour terminer un tel niveau, le joueur gagne les récompenses spécifiques qui sont généralement de nature cosmétique, telles que les options de personnalisation d'apparence des personnages et des armes (également appelées "skins"), les emotes et d'autres éléments n'affectant pas le gameplay. Des récompenses plus désirables sont fournies à des niveaux plus élevés, ce qui permet aux joueurs de montrer ces options de personnalisation uniques à d'autres joueurs comme statut symbolique. L'expérience est acquise à l'aide d'un gameplay normal, et souvent à travers des défis dans le jeu, tandis que d'autres offrent un moyen d'accélérer la progression à travers du battle pass en utilisant des microtransactions. Dans les jeux qui offrent à la fois des battle pass gratuites et payantes, le pass gratuit peut avoir un nombre très limité de niveaux ou offrir des récompenses moins nombreuses ou moins souhaitables, mais suivra la progression du joueur à travers le pass payant, pouvant alors se le payer à ce moment,.
Les battle pass et les récompenses qu'ils contiennent ne sont disponibles que pour une durée limitée, le plus souvent quelques mois, alors un nouveau battle pass saisonnier avec un nouvel ensemble de récompenses peut être acquis. La plupart des objets de battle pass ne peuvent pas être obtenus après la fin de la saison. Cette disponibilité limitée alimente le phénomène psychologique de l'anxiété de ratage ou FOMO d'un joueur, sachant que certaines récompenses ne seront disponibles que pendant un temps limité, il sera poussé à acheter et à compléter battle pass pour s'assurer qu'il a obtenu les récompenses limitées dans le temps, apportant plus de revenus au jeu. À cette fin, la progression d'une passe de combat vers les récompenses doit être équilibrée par rapport au temps de jeu prévu et aux éléments de jeu qui y contribuent pour éviter que la progression ne ressemble à du grinding. Par exemple, le multijoueur de Halo Infinite comportant un battle pass qui a été critiquée pour sa progression trop lente, le développeur 343 Industries avait alors déclaré qu'il observerait et équilibrerait à l'avenir.

### Exemple
Représentation artistique d'un battle pass d'un jeu vidéo, la partie au-dessus en gris est accessible gratuitement et le joueur peut gagner de l'expérience pour déverrouiller les objets liés, tandis que la partie en dessous en jaune propose plus d'apparence (skin) et d'argent du jeu qui nécessite en plus d'être déverrouillée contre de l'argent réel.
Dans cet exemple imagé, le joueur a deux niveaux sur ce pass, il reçoit alors de l'argent du jeu mais ne peut pas utiliser l'apparence extraterrestre cyborg s'il ne déverrouille pas le pass dit payant. Dans le niveau suivant, il pourra recevoir une nouvelle apparence pour son arme de poing, alors qu'il pourrait obtenir une version améliorée de ce dernier plus tard avec le pass payant.
À la fin du battle pass, deux apparences sont obtenables, dans le pass gratuit il s'agit d'un extraterrestre portant un petit casque, tandis que dans le pass payant on trouve très souvent la récompense "ultime" du battle pass, dans ce cas il s'agit d'une combinaison intégrale assez détaillée".
À noter que ces apparences de personnages et d'armes sont purement cosmétique et n'influence en aucun cas le combat.

## Historique
L'un des premiers exemples connus d'un prémisse de battle pass a été vu dans Dota 2 de Valve lors d'un événement qui a entouré The International 2013, le tournoi annuel de sports électroniques dédié au jeu. Appelé le "Compendium", il a fourni un contenu de jeu unique et d'autres fonctionnalités aux joueurs qui l'ont acheté, avec 25% de tous les revenus générés par celui-ci vers la cagnotte de l'événement,. En 2016, Valve a inclus le Compendium dans l'International Battle Pass, et a ensuite introduit un formulaire mensuel avec sa fonction d'abonnement Dota Plus en 2018,. Valve a également ajouté des "pass de campagne" sur Team Fortress 2 avec des événements spéciaux en 2015. Le pass de campagne donnait au joueur qui l'avait acheté un certain nombre d'objectifs à atteindre pendant l'événement pour recevoir des options de personnalisation uniques,.
La popularité du battle pass a considérablement augmenté en 2018 avec son utilisation dans Fortnite Battle Royale d'Epic Games. Son succès fulgurant à une échelle rarement vue auparavant a suscité un grand intérêt pour ses méthodes de monétisation. Le jeu gratuit a adopté un calendrier de sortie axé sur des "saisons", chaque saison durant environ 10 à 20 semaines, au cours de laquelle un nouvel ensemble d'articles cosmétiques et d'emotes a été proposé. Le "battle pass" nouvellement inventé a été ajouté à partir de sa deuxième saison, à une époque où le jeu connaissait une forte croissance de sa base de joueurs et l'a toujours utilisé depuis. Les battle pass sont achetées via une monnaie du jeu appelée V-Bucks, qui doit être soit achetée avec de l'argent réel via des microtransactions, soit gagnée via Fortnite : Sauver le monde, ainsi que via le battle pass lui-même. L'analyste Michael Pachter a estimé que le premier jour de la troisième saison, en février 2018, Epic a vendu plus de cinq millions de passes de combat, générant plus US$50 million de revenus en une seule journée. Avec l'extension de Fortnite aux appareils mobiles en mars 2018, les estimations de revenus du jeu s'élevaient à des centaines de millions de dollars par mois au cours des mois suivants, principalement grâce aux ventes de battle pass.
En même temps que Fortnite devenait un succès, l'industrie du jeu vidéo était confrontée au problème des loot box, un autre système de monétisation dans lequel les joueurs dépensent de l'argent pour ouvrir des coffres contenant un assortiment aléatoire d'objets dans le jeu. À la fin des années 2010, les loot box ont fait l'objet d'un examen minutieux de la part de plusieurs groupes liés au gouvernement, estimant qu'ils encourageaient le jeu d'argent, en particulier pour les jeunes joueurs. Les passes de bataille étaient alors considérées comme une option préférable aux boîtes à butin, car les joueurs pourraient voir toutes les récompenses qu'ils pourraient gagner, même s'ils devaient passer beaucoup de temps à terminer tous les niveaux, garantissant que les joueurs continuaient à jouer. De plus, en offrant aux joueurs les moyens d'acheter pour compléter les niveaux, les éditeurs pourraient également voir des revenus supplémentaires.
Couplé au succès du battle pass de Fortnite et aux controverses sur les loot box, d'autres éditeurs ont commencé à évaluer l'utilisation des battle pass, les journalistes du jeu théorisant que les jeux qui reposaient auparavant sur des loot box ou fonctionnaient en tant que service pourraient commencer à offrir à la place des battle pass,. Un nombre croissant de jeux mobiles, comme Call of Duty Mobile, PUBG Mobile, Clash of Clans et Brawl Stars ont commencé à utiliser le système de battle pass.
Halo Infinite, sorti fin 2021, comprend des battle pass sans date d'expiration pour tenter d'éliminer l'impact du syndrome FOMO. Les anciens battle pass pourront être achetées après l'introduction des nouvelles, la seule limite du joueur étant qu'il ne peut progresser que sur un battle pass à la fois.